# Beth Holmgren
Beth Holmgren (ur. 8 września 1955) – amerykańska wykładowczyni akademicka, krytyczka literacka, tłumaczka.

## Życiorys
W 1975 r. ukończyła Grinnell College, gdzie uzyskała dwa tytuły magisterskie (literatura sowiecka oraz języki i literatura słowiańska), a w 1987 r. obroniła pracę doktorską na Harvard University.
Jest zatrudniona w Duke University, gdzie łączy obowiązki profesorskie z funkcją kierownika Katedry Slawistyki i Eurazji. Wcześniej pracowała na dwóch amerykańskich uniwersytetach: w latach 1987–1993 na Uniwersytecie Kalifornijskim w San Diego (University of California-San Diego) oraz – w latach 1993–2007 – na Uniwersytecie Karoliny Północnej w Chapel Hill (University of North Carolina at Chapel Hill).
Do jej zainteresowań naukowych należy literatura, teatr polski, a także kultura popularna i kino. Interesuje się literaturą rosyjską, women studies, kulturą i historią Żydów.

## Dodatkowa działalność
Pełniła funkcję prezesa ASEEES (Association for Slavic, East Europen, and Eurasian Studies) oraz – w latach 2003–2005 – prezesa AWSS (Association for Women in Slavic Studies).

## Nagrody
- 2017: Waclaw Jedrzejewicz Award in Polish History. Pilsudski Institute, Nowy Jork.
- 2014: Oscar Halecki Prize. Polish American Historical Association (PAHA).
- 2014: Warsaw is My Country: The Story of Krystyna Bierzynska. Josiah Charles Trent Memorial Foundation Grant.
- 2013: ASEEES Kulczycki Book Prize for Polish Studies (najlepsza książka naukowa w dyscyplinie). Association for Slavic, East European, & Eurasian Studies.
- 2013: Kulczycki Books Prize in Polish Studies. Association for Slavic, East European and Eurasian Studies.
- 2012: Heldt Prize for Best Book in Women’s Studies. Association for Women in Slavic Studies.
- 2012: Honorable Mention, Barnard Hewitt Award. American Society for Theater Research.
- 2012: Senior Scholar Award. Southern Conference on Slavic Studies.
- 2007: Outstanding Contribution to the Profession. American Association of Teachers of Slavic and East European Languages.

## Wybrane publikacje
Książki:
- Holmgren, Beth. Warsaw Is My Country The Story of Krystyna Bierzynska, 1928-1945. Jews of Poland, 2018.
- Holmgren, Beth. Starring Madame Modjeska: On Tour in Poland and America. Indiana University Press, 2011.
- Goscilo, H., and B. Holmgren. Poles apart: Women in modern Polish culture, 2006.
- Holmgren, Beth. Rewriting Capitalism. University of Pittsburgh Pre, 1998.
- Holmgren, Beth. Women’s Works in Stalin’s Time. Indiana University Press, 1993.

Wybrane rozdziały książek:
- Holmgren, Beth. Cabaret Nation: The Jewish Foundations of Kabaret Literacki, 1920-1929.” In Poland and Hungary Jewish Realities Compared, edited by Francois Guesnet, Howard Lupovitch, and Antony Polonsky, 273–288. Polin: Studies in Polish Jewry, 2019.
- Holmgren, Beth. “Tending Andersland: The Calling of Feliks Konarski and Nina Olenska.” In Diaspora Polska w Ameryce Polnocnej, edited by Rafal Raczynski and Katarzyna Morawska, 513–528. Gdynia, Poland: Muzeum Emigracji w Gdyni, 2018.
- Holmgren, B. “From the legs up: The rise and retreat of the chorus girl in interwar Poland.” In Transgressive Women in Modern Russian and East European Cultures: From the Bad to the Blasphemous, 13–29, 2016.
- Holmgren, B. “The Polish Actress Unbound: Tales of Modrzejewska/Modjeska.” In The Other in Polish Theater and Drama, edited by Bill Johnston and Kathleen Cioffi, 57–77. Slavica Publishers, 2010.
- Holmgren, B. “Edouard de Reszke.” In POLISH-AMERICAN HISTORY AND CULTURE: AN ENCYCLOPEDIA, edited by James Pula, 2009.
- Holmgren, B. “Nadezhda Mandel’shtam.” In Dictionary of Literary Biography: Russian Prose Writers After World War II, edited by Christine Rydel, 302:164–71. Thomson Gale, 2008.
- Holmgren, B. “Fiction and the Acting Life: The Memoir of Helena Modjeska.” In Real Stories, Imagined Realities: Fictionality and Non-Fictionality in Literary Constructs and Historical Contexts, edited by Markku Lehtimaki, Simo Leisti, and Marja Rytkonen, 343-57. Tampere University Press, 2007.
- Holmgren, B. “Public women, parochial stage: The actress in late nineteenth-century Poland.” In Poles Apart: Women in Modern Polish Culture, 11–35, 2006.
- Holmgren, B. “W domu u Sienkiewicza.” In Polonistyka Po Amerykansku: Badania Nad Literature Polska W Ameryce Polnocnej (1990-2005), edited by Halina Filipowicz, Andrzej Karcz, and Tamara Trojanowska, 301–15. Wydawnictwo, Warsaw, Poland: Instytut Badan Literackich PAN, 2005.
- Holmgren, B. “Imitation of Life: A Russian Guest in the Polish Regimental Family.” In Polish Encounters/Russian Identity, edited by David Ransel and Bozena Shallcross, 37–49. Indiana University Press, 2005.
- Holmgren, B. “Writing the Female Body Politic (1945-1985).” In The Cambridge History of Russian Women’s Literature, edited by Adele Barker and Jehanne Gheith, 225–42. Cambridge University Press, 2002.
- Holmgren, B. “Ameryka, Ameryka, czyli jak zyc w przekladzie.” In Zycie W Przekladzie, edited by Halina Stephan, 17–33. Wydawnictwo Literackie, Krakow, Poland, 2002.
- Holmgren, B. “At Home with Sienkiewicz.” In Framing the Polish Home: Postwar Cultural Constructions of Hearth, Nation, and Self, edited by Bozena Shallcross, 219–236. Ohio University Press, 2002.
- Holmgren, B. “Helena Modjeska on the American Stage.” edited by Anna Litak and Bianka Kurylczyk, 2–3. The Helena Modrzejewska Theatre in Krakow, Poland, n.d.

Artykuły naukowe w czasopismach:
- Holmgren, B. “Holocaust history and jewish heritage preservation: Scholars and stewards working in pis-ruled Poland.” Shofar 37, no. 1 (January 1, 2019): 96–107.
- Blobaum, R., B. Holmgren, and E. Wampuszyc. “Warsaw 2013.” East European Politics and Societies 27, no. 2 (May 1, 2013): 185–186.
- Holmgren, B. “Acting Out: Qui pro Quo in the Context of Interwar Warsaw.” East European Politics and Societies 27, no. 2 (May 1, 2013): 205–223.
- Holmgren, B. “War, Women, and Song: The Case of Hanka Ordonowna.” Aspasia: The International Yearbook of Central, Eastern, and Southeastern European Women’S and Gender History 2 (2010): 139–154.